# Арсенид димарганца
Арсенид димарганца — неорганическое соединение металла марганца и мышьяка с формулой Mn2As,
серые кристаллы,
не растворимые в воде.

## Получение
- Спекание порошкообразного марганца и мышьяка:

{\displaystyle {\mathsf {2Mn+As\ {\xrightarrow {T}}\ Mn_{2}As}}}

## Физические свойства
Арсенид димарганца образует серые кристаллы
тетрагональной сингонии,
пространственная группа P 4/nmm,
параметры ячейки a = 0,3761 нм, c = 0,6265 нм, Z = 2.
Не растворяется в воде.